# The Good Father
Pour plus de détails, voir Fiche technique et Distribution.
The Good Father est un film britannique réalisé par Mike Newell et sorti en 1985. Il s'agit d'une adaptation libre du roman du même nom de Peter Prince (en).

## Synopsis
Bill est un homme aigri par son divorce et la perte de la garde de son fils. Il se lie alors d'amitié avec Roger, un homme dont la femme tente désespérément d'obtenir le divorce et l'aide financièrement pour son procès.

## Fiche technique
- Titre : The Good Father
- Réalisation : Mike Newell
- Scénario : Christopher Hampton d'après le roman de Peter Prince
- Musique : Richard Hartley
- Photographie : Michael Coulter
- Montage : Peter Hollywood
- Production : Ann Scott
- Société de production : Channel Four Films et Greenpoint Films
- Société de distribution : Skouras Pictures (États-Unis)
- Pays de production :  Royaume-Uni
- Genre : drame
- Durée : 90 minutes
- Dates de sortie : 
  - Royaume-Uni : novembre 1985

## Distribution
- Anthony Hopkins : Bill Hooper
- Jim Broadbent : Roger Miles
- Harriet Walter : Emmy Hooper
- Frances Viner : Cheryl Langford
- Simon Callow : Mark Varda
- Miriam Margolyes : Jane Powell
- Joanne Whalley : Mary Hall
- Michael Byrne : Leonard Scruby
- Stephen Fry : Creighton

## Accueil
Le film a obtenu le prix Italia de la fiction en 1988.